# Марк I (танк)
Вижте пояснителната страница за други значения на Марк I.
Марк I (анг. Mark I) е британски тежък танкот времето на Първата световна война. Той е първият танк, използван в бойни действия – на 15 септември 1916 г. в битката при Сома. С него се поставя началото на серия тежки танкове, използвани от Антантата в бойните действия през 1917 – 1918 г. Освен в Първата световна война е използван в Гражданската война в Русия (1917 – 1922 г.) и в потушаването на Ноемврийската революция в Германия – 1918 – 1919 г.

## История на създаването
Опитите за създаване на самоходна бронирана машина с артилерийско въоръжение датират още от началото на 20 век. Първият проект принадлежи на френския капитан Левавасьор от 6-и артилерийски батальон. Неколкократно преработван до 1908 г. накрая е отхвърлен от командването на френската армия.
През 1904 г. американецът Бенджамин Холт демонстрира успешно работещ верижен трактор, който по-късно става основа за бъдещите разработки на танкове. През 1911 г. проект за бронирана бойна машина с въртяща се купола се прави в Австро-Унгария от Гюнтер Бурстин (Günther Burstyn) – на основата на американски верижен трактор. В същата година и австралиецът Ланселот Де Мол предлага на британското командване идея за създаване на верижна бронирана машина.
Началото на Първата световна война ускорява разработките. През 1915 г. във Великобритания Уинстън Чърчил, по това време заемащ поста първи лорд на Адмиралтейството, формира от флотски офицери, политици и инженери т.нар. Комитет за сухопътни кораби (Landships Committee), чиято задача е разработването на самоходни бронирани бойни машини. Първият завършен прототип на „сухопътен крайцер“ – „Малкият Уили“ (Little Willie), е представен на 15 септември 1915 г. от William Foster & Co Ltd, компания произвеждаща селскостопанска техника. Създатели на прототипа са инженерът Уолтър Уилсън и специалистът по агротехника Уилям Трайтън.
Въпреки че като ходова част прилича на по-съвременните танкове, „Малкият Уили“ е сметнат за ненадежден и е препоръчана преработка, като веригите обхождат целия корпус на машината. Вторият прототип, известно време наричан „Големият Уили“ (Big Willie), но придобил известност като „Майка“ (Mother), вече е с характерната ромбовидна форма за първите тежки танкове. Демонстриран е успешно пред Комитета в началото на 1916 г. и тяхното производство започва веднага. Предвиден е да се произвежда в два варианта: „самец“ (англ. male) – с две 57 мм оръдия и три 7,7 мм картечници, и „самка“ (англ. female) – с пет 7,7 мм картечници. От съображения за секретност названието „сухопътен кораб“ е заменено с танк (tank – цистерна, резервоар). Самият комитет за разработката и производството им също е преименуван на Tank Supply Committee.
Първата поръчка е направена на 12 февруари 1916, а втората на 21 април. William Foster & Co Ltd построяват 37 (вариант „самец“), а Metropolitan Carriage, Wagon, and Finance Company, of Birmingham – 113 (38 „самец“ и 75 „самка“) – общо 150 танка.

## Устройство на танка
Танкът има удължена ромбовидна форма с вериги, преминаващи по целия корпус. Вътре в корпуса няма обособени отделения за екипажа и двигателя, който заема по-голямата част от вътрешното пространство. Основното въоръжение е разположено в две издадени встрани от корпуса отделения (sponsons). Екипажът се състои от 8 души. Командирът на танка – обикновено офицер, който е и стрелец с челната картечница, и механик-водачът се разполагат в предната част на танка. Във всяка странична издатина (спонсон) се намират по двама души – мерач и пълнач (за версията „самец“) или двама картечари (за версията „самка“), а в кърмовата част се намират и двама помощници на механик-водача. Понякога е добавян и девети човек, който от кърмовата част с личното си оръжие да отбранява танка от пехотата.

### Въоръжение
На моделите тип „самец“ е монтирано 57 мм QF 6 pounder Hotchkiss оръдие. То е сухопътен вариант на скорострелното морско шестфунтово оръдие, разработен през 1915 г. с максимална далекобойност от 6860 м. Дължината на оръдието е 40 калибъра (2280 мм), но впоследствие се налага да бъде скъсено – в бой често задира в дървета и зидове или се забива в земята. Разполага се в спонсоните от двете страни на борда на танка. За мерене с оръдието се използва телескопичен прицел. Боекомплектът е 344 снаряда. Максималната скорострелност е 15 – 20 изстрела в минута.
Зад оръдията в спонсоните се разполагат две 7,7 мм картечници Hotchkiss M1909 с въздушно охлаждане. При вариантите „самка“ в спонсоните се монтират четири 7,7 мм картечници Vickers с водно охлаждане. И на двата варианта в предната част на борда се монтира още една 7,7 мм картечница Hotchkiss M1909. Боекомплекът за картечниците е 5760 патрона (за „самец“) или 30 080 (за „самка“).
Поради ограничения ъгъл на обстрел екипажите на танковете са въоръжени с револвери, с които могат да стрелят от амбразури, покрити с бронирани капаци.

### Наблюдение и свръзка
Наблюдението от танка се води главно през отвори, които се покриват с бронирани капаци. Първоначално командирът и механик-водачът са използвали и перископични уреди за наблюдение, но тъй като се оказват трудни за употреба в бойни условия, по-късно се отказват от тях.
Танкът не разполага с външни или вътрешни средства за връзка. За външна връзка са правени опити с флагове, светлинна сигнализация, телефонни кабели от танка и дори пощенски гълъби, но никой не се е оказал достатъчно ефективен по време на бой.

### Двигател и трансмисия
На първите серии се монтира 6-цилиндров редови безклапанен бензинов двигател с водно охлаждане Daimler/Knight с обем 13 л и с мощност 105 к.с. при 1000 оборота/мин. Двигателят се разполага на рама надлъжно от средната част на корпуса към кърмовата част. Двата горивни резервоара с обем 114 л всеки са разположени в горната част на танка над двигателя. При силен наклон на танка е било възможно да се прекъсне захранването с гориво и тогава някой от помощниците на механик-водача долива ръчно от бутилка гориво в карбуратора.
Трансмисията се състои от карданен вал, главен фрикцион, двустепенна главна скоростна кутия, червячен редуктор, диференциал, две бордови механични скоростни кутии, обединени с диференциала, две лентови бордови спирачки, две верижни предавки и два редуктора. За управлението на трансмисията са необходими едновременно 3 – 4 души: механик-водачът, който управлява главния фрикцион и скоростната кутия и координира действията на останалите, командирът на танка, който управлява бордовите спирачки и един или двама помощника, които отговарят за бордовите скоростни кутии.
За управлението и маневрирането на танка са добавени извън борда отзад две колела, но по-късно се отказват от тях.

## Моделно развитие на танка

### Марк I
Първата версия на танка има екипаж 8 души, тежи 28 т (вариант „самец“) или 27 т (вариант „самка“). Бронята е от листова стомана с дебелина 6 до 12 мм. Въоръжението му е едно 57 мм оръдие QF 6 pounder Hotchkiss и три 7,7 мм картечници Hotchkiss Mark I – британски вариант на френските 8 мм картечници Hotchkiss M1909 Benét–Mercié, (вариант „самец“) и четири 7,7 мм картечници Vickers. И двата варианта имат допълнителна 7,7 мм картечница Hotchkiss Mark I в челната част на борда.

### Марк II
Има леки доработки спрямо Марк I. Тъй като е бил предвиден да се използва като учебно-тренировъчен танк, корпусът е изработен от листове незакалена стомана. Foster & Co and Metropolitan произвеждат общо 50 танка (25 „самци“ и 25 „самки“) от тази модификация от декември 1916 до януари 1917. Тъй като на фронта се забавят доставките на по-новите и усъвършенствани Марк IV, танковете Марк II съвместно с Марк I участват в битката за Арас през април 1917 г.

### Марк III
Също като Марк II е планиран да бъде използван като тренировъчен танк. Спонсоните отстрани за моделите тип „самка“ са умалени и са монтирани картечници Lewis с въздушно охлаждане. Построени са общо 50 танка от тази модификация.

### Марк IV
Това е първата голяма преработка на танка, чието производство започва през май 1917 г. Промените засягат най-вече въоръжението – на версиите „самец“ се монтира скъсена версия на 57 мм оръдие – QF 6-pounder 6 cwt Hotchkiss с дължина на нарезната цев 23 калибъра (1,32 м). Картечниците Hotchkiss са заменени с Lewis. Въпреки бързото им прегряване те са смятани за по-удобни за обслужване – барабанът им съдържа 96 патрона, докато лентите за Hotchkiss са с по 14 патрона за танковите версии (в по-късните версии те вече са 50 патрона и този модел картечници отново е върнат в експлоатация). Страничните спонсони вече са подвижни и могат да се прибират в корпуса, което улеснява транспортирането на танка. От тази версия се монтират релси отгоре на корпуса, спомагащи за преминаването на гредата за самоизвличане (която се закрепва с вериги за гъсеничните елементи). За първи път се използват и „фашини“ – снопове пръчки с дължина около 4 м и диаметър 1,4 м, които се транспортират до бойната линия върху танка и се хвърлят от него за по-лесно преодоляване на траншеи и ровове. Построени са общо 1220 броя от тази модификация: 420 „самец“, 595 „самки“ и 205 танка без въоръжение, използвани за артилерийски доставки.

### Марк V
Появява се на бойното поле в началото на 1918 г. Предвиждало се е да бъде принципно нова разработка – с нов двигател и с нова трансмисия, но опасения за забавяне на доставките са причината да отпаднат част от нововъведенията. Получава нов, по-мощен, 6-цилиндров 19-литров двигател на Рикардо, достигащ 150 к.с. при 1200 оборота/мин. Бронята е увеличена на 18 мм на челните листове, 12 мм на бордовете и 8 мм отгоре. Монтира се нова скоростна кутия на Уилсън с планетарен механизъм, с 4 скорости за движение напред и 1 за назад. Усъвършенстваното управление води до отпадането на помощник за механик-водача и позволява да се монтира още една картечница в кърмовата част на танка. Построени са общо 400 танка – по 200 за двата варианта. Известно количество от версия „самка“ са модифицирани с оръдие от едната страна (наричани шеговито „хермафродити“). За първи път влиза в битка на 4 юли 1918 г. в атаката при Амел.
Танкът Марк V има две сериозни модификации.
Едната е Марк V* (анг. Mark Five-star), която има удължена с 1,8 м задна част – т.нар. „опашка на попова лъжичка“ (анг. Tadpole Tail). Удължаването се налага заради необходимостта от по-лесно преодоляване на отбранителната Линия „Хинденбург“, чиито антитанкови траншеи са с ширина от по 3,5 м. Преработена е и задната купола, като са монтирани допълнително 2 картечници. Отстрани на борда са добавени врати. Предвиждано е танкът да се използва за превозване на 25 пехотинци за десант, но лошите условия във вътрешността на машината провалят идеята. Теглото на танка нараства на 33 т. От тази модификация са построени 579 бройки.
Втората модификация е Марк V** (анг. Mark Five-star-star). Тъй като удължението на корпуса при Марк V* намалява маневреността, при новата версия са преработени веригите, като е намалена площта за контакт със земята и е увеличена ширината на верижните тракове. Монтиран е и нов по-мощен двигател, достигащ 225 к.с. Построени са едва 25 машини, но в самия край на 1918 г.

### Марк VI
Тази модификация е с напълно различен дизайн от предходните. Преработен е корпусът, който вече е по-висок, променени са и верижните тракове, а мястото на механик-водача е изнесено в неподвижна купола върху горната част на корпуса с две картечници в страничните стени. Премахнати са страничните спонсони, а танкът е въоръжен с едно 57 мм оръдие в челната част. Построен е само един дървен макет на танка, но до производство не се стига.

### Марк VII
Удължена версия на Марк I, на която се монтира хидравлична трансмисия и ново охлаждане. Двигателят е Рикардо, 150 к.с. Теглото на танка нараства на 37 т. Първият прототип е построен през юли 1918 г., но са построени едва 3 танка.

### Марк VIII Liberty
Първата версия, която се изработва съвместно от Великобритания и САЩ. Американската страна е трябвало да доставя двигателите, трансмисията и органите за управление, а британската – бронята, веригите и въоръжението. Танкът е трябвало да се сглобява във Франция. Краят на войната осуетява по-голямата част от замисъла – Франция излиза от участието, американците не успяват да доставят необходимото количество двигатели, а британците построяват само 1 прототип до сключването на примирието. Общо британската страна произвежда 24 танка от тази модификация, а американската – 100 за периода от 1918 до 1920 г. Екипажът на танка е увеличен на 12 души На танка се монтира двигател Рикардо с мощност 300 к.с. за британските машини или 12-цилиндров американски авиационен двигател Liberty L-12 с 300 к.с. Горивото се съхранява в 3 бронирани резервоара – общо 909 л., гарантиращи 89 км ход. За първи път машинното отделение е отделено от бойното, което рязко подобрява условията за работа на екипажа. Спонсоните могат да се прибират навътре за по-лесно транспортиране и от тях са премахнати картечниците, които са разположени зад тях в страничните бордове.
Разработвана е и удължена с 3 м версия Марк VIII*, но до създаване на макет и прототипи не се достига.

### Марк IX
Реално това е първият бронетранспортьор, използван за превозване на пехота. Основава се на дизайна на МаркV, но със съществени промени: двигателят – Рикардо 150 к.с., е изместен напред, а скоростната кутия е изместена по-назад. Така се освобождава вътрешно пространство с дължина 4 м и ширина 2,5, което може да се използва за превозване на 30 пехотинци, или 10 т товар. Екипажът е само от 4 души – командир, водач, механик и стрелец. Бронята на машината е 10 мм, а теглото е 27 т. Предната част е силно видоизменена спрямо предишните версии на танка, поради което разговорно е наречен Прасето (англ. The Pig). Въоръжението е само от две 7,7 мм картечници. Въпреки че е разработват още от лятото на 1917 г. до сключването на примирието са построени само 3 танка, а общият брой построени машини е 24.

### Марк X
Проект, който е основан на модифицирането на Марк V (известен още и като Марк V***). Разработката е била замислена като резервен вариант, в случай че разработването на Марк VIII се провали. Проектът остава само на хартия.